# Triportheus brachipomus
Triportheus brachipomus är en fiskart som först beskrevs av Valenciennes, 1850.  Triportheus brachipomus ingår i släktet Triportheus och familjen Characidae. Inga underarter finns listade i Catalogue of Life.